# Seznam ministrů kontroly Slovenské republiky
Toto je seznam ministrů ze zrušeného Ministerstva kontroly Slovenské republiky. Do 6. 9. 1990 jako předsedové Výboru lidové kontroly SR:
| Jméno               | Nominovaný | Od                | Do              | Poznámka                                                                |
| ------------------- | ---------- | ----------------- | --------------- | ----------------------------------------------------------------------- |
| Mária Kolaříková    |            | 12. prosinec 1989 | 11. leden 1990  | Dočasně pověřená řízením                                                |
| Silvester Minarovič | SSL        | 11. leden 1990    | 26. červen 1990 |                                                                         |
| Martin Hvozdík      | VPN        | 27. červen 1990   | 22. duben 1991  | Předseda Výboru lidové kontroly SR, od 6. 9. 1990 jako ministr kontroly |
| Martin Hvozdík      | VPN        | 23. duben 1991    | 24. červen 1992 |                                                                         |
| Roman Kováč         | HZDS       | 24. červen 1992   | 25. září 1992   | Pověřený řízením do zániku ministerstva                                 |